# غویتان
غویتان (به لاتین: Guytan) یک منطقهٔ مسکونی در تاجیکستان است که در ولایت سغد واقع شده‌است.